# Necallianassa truncata
Necallianassa truncata is een tienpotigensoort uit de familie van de Callianassidae. De wetenschappelijke naam van de soort is voor het eerst geldig gepubliceerd in 1890 door Giard & Bonnier.